# Hitachi Rivale
Maillots
Hitachi Rivale (en japonais 日立リヴァーレ, ひたちリヴァーレ, Hitachi Rivāre) est un club japonais de volley-ball fondé en 1980 et basé à Hitachinaka, évoluant pour la saison 2016-2017 en V Première Ligue.

## Palmarès
- V.Challenge Ligue
  - Vainqueur : 2001, 2002, 2010, 2012.
  - Finaliste : 2011, 2013.
- V Première Ligue
  - Finaliste : 2016.
- Tournoi de Kurowashiki
  - Finaliste : 2006, 2017.
- Coupe de l'impératrice
  - Finaliste : 2014, 2016.

## Résultats en Ligue
| Ligue               | Ligue          | Position  | Équipes | Matchs | Gagné | Perdu |
| ------------------- | -------------- | --------- | ------- | ------ | ----- | ----- |
| V.Ligue             | 5e (1998–99)   | 8e        | 10      | 18     | 7     | 11    |
| V.Ligue             | 6e (1999–2000) | 10e       | 10      | 18     | 3     | 15    |
| V.Ligue             | 9e (2002–03)   | 8e        | 8       | 21     | 3     | 18    |
| V.Ligue             | 10e (2003–04)  | 6e        | 10      | 18     | 7     | 11    |
| V.Ligue             | 11e (2004–05)  | 9e        | 10      | 27     | 7     | 20    |
| V.Ligue             | 12e (2005–06)  | 8e        | 10      | 27     | 10    | 17    |
| V・Première         | 2006-07        | 9e        | 10      | 27     | 6     | 21    |
| V・Première         | 2007-08        | 10e       | 10      | 27     | 1     | 26    |
| V・Première         | 2008-09        | 10e       | 10      | 27     | 0     | 27    |
| V. Challenge        | 2009-10        | Champion  | 12      | 16     | 15    | 1     |
| V. Challenge        | 2010-11        | Finaliste | 12      | 18     | 17    | 1     |
| V. Challenge        | 2011-12        | Champion  | 12      | 22     | 21    | 1     |
| V. Challenge        | 2012-13        | Finaliste | 10      | 18     | 17    | 1     |
| V・Première         | 2013-14        | 6e        | 8       | 28     | 12    | 16    |
| V・Première         | 2014-15        | 5e        | 8       | 21     | 7     | 14    |
| V・Première         | 2015-16        | Finaliste | 8       | 21     | 13    | 8     |
| V・Première         | 2016-17        | 3e        | 8       | 21     | 14    | 7     |
| V・Première         | 2017–18        | 8e        | 8       | 21     | 5     | 16    |
| V・Ligue Division 1 | 2018-19        | 8e        | 11      | 20     | 8     | 12    |
| V・Ligue Division 1 | 2019–20        | 9e        | 12      | 21     | 6     | 15    |

## Effectifs

### Saison 2020-2021
| No                         | Nom                        | Date de naissance          | Taille                         | Poids                          | Poste                          |
| -------------------------- | -------------------------- | -------------------------- | ------------------------------ | ------------------------------ | ------------------------------ |
| 1                          | Ruriko Uesaka              | 7 septembre 1999           | 175                            | 63                             | Réceptionneuse-attaquante      |
| 2                          | Yuka Onodera               | 22 mars 1997               | 173                            | 70                             | Passeuse                       |
| 3                          | Yuran Horii                | 25 février 1995            | 172                            | 64                             | Réceptionneuse-attaquante      |
| 4                          | Miyu Kubota                | 24 mai 1995                | 171                            | 58                             | Réceptionneuse-attaquante      |
| 5                          | Hannah Tapp                | 22 juin 1995               | 191                            | 77                             | Centrale                       |
| 6                          | Maiha Haga                 | 11 mai 1993                | 178                            | 63                             | Centrale                       |
| 7                          | Kanako Saito               | 3 juin 1994                | 160                            |                                | Libero                         |
| 8                          | Miya Sato                  | 7 mars 1990                | 175                            | 63                             | Passeuse                       |
| 10                         | Anna Koike                 | 16 décembre 1996           | 173                            | 62                             | Libero                         |
| 11                         | Asato Nakamura             | 2 mars 1997                | 180                            | 65                             | Centrale                       |
| 13                         | Miwako Osanai              | 19 juillet 1997            | 175                            | 67                             | Réceptionneuse-attaquante      |
| 14                         | Mai Irisawa                | 2 juin 1999                | 187                            | 72                             | Centrale                       |
| 17                         | Okum Oba Fuyumi Hawi       | 27 juin 1998               | 177                            | 76                             | Réceptionneuse-attaquante      |
| 18                         | Sarina Sakai               | 11 septembre 1997          | 164                            | 65                             | Passeuse                       |
| 19                         | Rui Nonaka                 | 3 août 2001                | 177                            | 60                             | Réceptionneuse-attaquante      |
| 20                         | Saori Kamizawa             | 18 décembre 2001           | 183                            |                                | Centrale                       |
| 21                         | Keito Saiga                | 15 janvier 2002            | 167                            |                                | Passeuse                       |
|                            |                            |                            |                                |                                |                                |
| Encadrement technique      | Encadrement technique      |                            | Légende                        | Légende                        | Légende                        |
| Entraîneur : Asako Tajimi  | Entraîneur : Asako Tajimi  | Entraîneur : Asako Tajimi  | : Capitaine                    | : Capitaine                    | : Capitaine                    |
| Entraîneur(s) adjoint(s) : | Entraîneur(s) adjoint(s) : | Entraîneur(s) adjoint(s) : | : Joueuse blessée actuellement | : Joueuse blessée actuellement | : Joueuse blessée actuellement |